# 지현정 (피겨스케이팅 선수)
지현정(池炫靜, 1971년 12월 6일~)은 대한민국의 피겨스케이팅 선수, 지도자이다. 1980년대 대한민국 국가대표 선수로 활동하면서 세계 선수권 대회에 2회 참가했으며, 은퇴 후에는 지도자로 활동하면서 김연아, 유영, 차준환 등의 선수들을 지도했다.